# مستلحمية
المستلحمية أو السِّنَاخِيَّات (الاسم العلمي: Hypocreaceae) هي فصيلة من الفطريات تتبع رتبة المستلحميات من الطائفة المسترجسانية.

## أجناس
- فطر المستلحمة